# یوکوسه‌ئورا

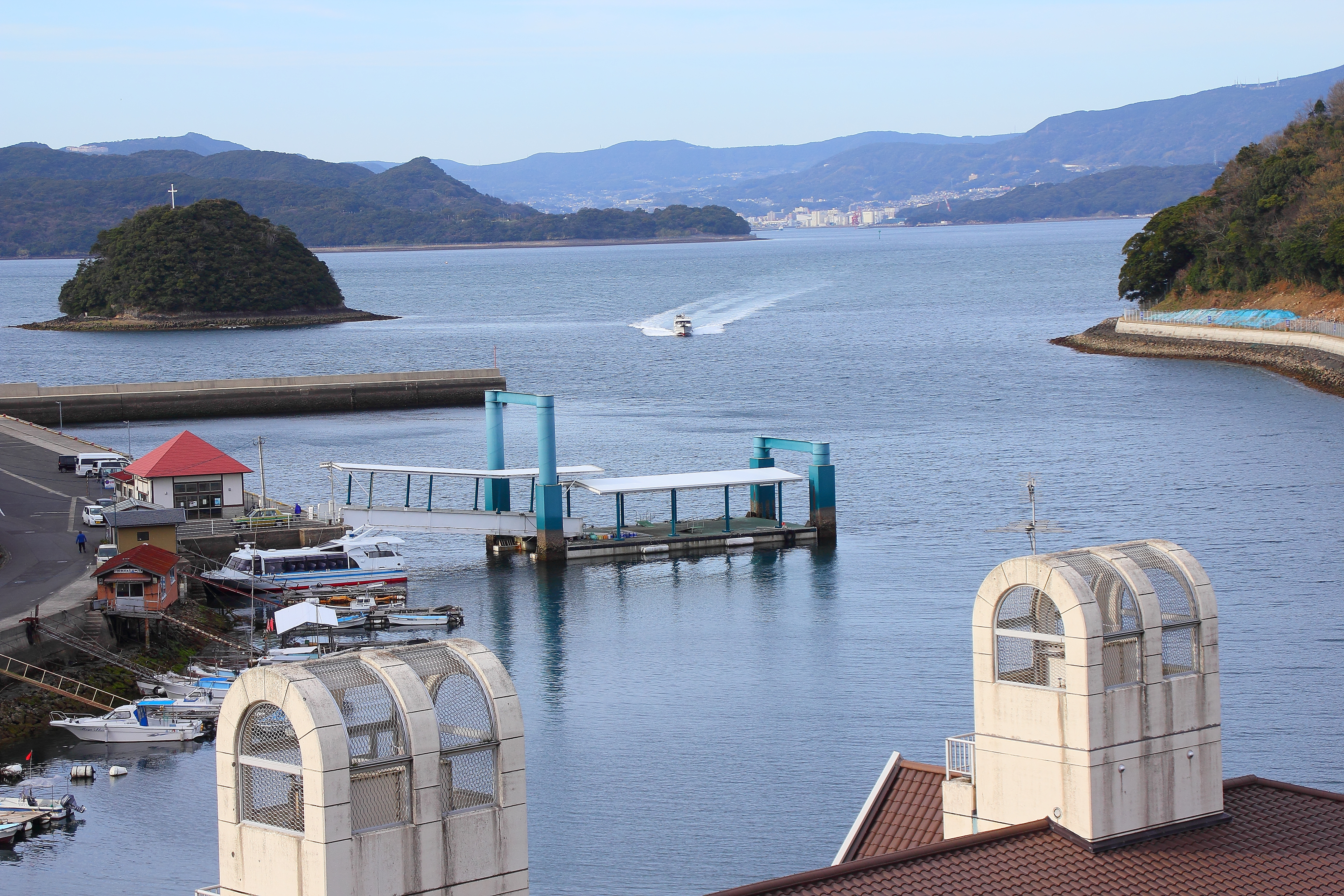
یوکوسه‌ئورا

یوکوسه‌ئورا (انگلیسی: Yokoseura) بندری است که در انتهای شمالی شبه جزیره نیشیسونوگی در جزیره ژاپنی کیوشو، از نظر اداری تحت شهر سایکای، ناگاساکی، استان ناگاساکی واقع شده‌است. در سال ۱۵۶۲ توسط پرتغالی‌ها با اجازه ارباب محلی اومورا سومیتادا به عنوان یک محفظه بزرگ توسعه یافت، اما یک سال بعد در جریان شورش علیه سومیتادا سوزانده شد.